# Petter
Petter (kunstnernavn for Petter Alexis Askergren, født 25. maj 1974) er en svensk rapper.
Petter optrådte på Roskilde Festival 2009, hvor han åbnede Orange Scene.

## Diskografi

### Album
- Ronin (2004)
- God Damn It (2007)
- X – Greatest Hits (2008)

### Singler
- Giftig (2007) sammen med Mange Schmidt